# Nile Rodgers
Pour les articles homonymes, voir Rodgers.
Nile Rodgers, né le 19 septembre 1952 à New York, est un guitariste, auteur-compositeur et producteur de musique américain. Son nom est indissociable de son ami bassiste Bernard Edwards (1952-1996). Ils sont les maîtres du disco et de la funk à la fin des années 1970 avec leur groupe Chic, livrant également des albums « clés en mains » en tant que compositeurs, musiciens et producteurs à plusieurs artistes, dont Sister Sledge, Sheila ou Diana Ross.
Seul, en tant que producteur et guitariste, Nile Rodgers travaille avec de très nombreux artistes et obtient notamment des succès mondiaux avec Madonna (Like a Virgin), David Bowie (Let's Dance), INXS (Original Sin), Duran Duran (Notorious) et bien d'autres, ou dans un autre genre, avec la bande musicale des jeux vidéo Halo 2 et Halo 3. En 2013, il participe à la guitare sur trois titres de l'album Random Access Memories de Daft Punk et particulièrement au tube Get Lucky pour lequel il co-reçoit trois Grammy Awards.
Nile Rodgers continue parallèlement à se produire sur scène dans le monde entier, accompagné de musiciens avec qui il interprète la musique de Chic et quelques-uns des plus grands succès qu'il a composés ou produits depuis plus de quarante ans, cumulant 500 millions d'albums et 75 millions de singles vendus. Il est un des artistes les plus samplés de la musique moderne ; aussi bien par des artistes de hip-hop que du genre électro. Sa façon particulière de jouer des riffs sur sa Fender Stratocaster fétiche dont le surnom est hitmaker, a fait école. En avril 2017, Nile Rodgers est introduit au Rock and Roll Hall of Fame avec le prix d'« excellence musicale ».

## Biographie
Nile Rodgers naît en 1952 à New York alors que sa mère Beverly est âgée de treize ans. Ses parents sont des toxicomanes. Il pratique la guitare durant son enfance et fonde, à l'âge de 18 ans, le groupe The Big Apple Band avec son ami Bernard Edwards. L'élégance de Bryan Ferry, qu'il voit à la télé, sera sa révélation et lui donne l'idée de créer un groupe de disco combinant « groove noir et vestiaire de la prohibition. »
Rodgers commence sa carrière en tant que musicien de studio à New York, en tournée avec le Sesam Street Band (les musiciens de la série 1, rue Sésame) dans son adolescence dirigée par Joe Raposo, et a ensuite travaillé dans le groupe en résidence du célèbre Apollo Theater à Harlem, en jouant derrière Screamin' Jay Hawkins, Maxine Brown, Aretha Franklin, Ben E. King, Betty Wright, Earl Lewis, Parliament Funkadelic et beaucoup d'autres artistes légendaires du R&B.

### Années 1970
Nile rencontre le bassiste Bernard Edwards en 1970. Ensemble, ils forment The Big Apple Band qui soutient le R&B act (« I’m Doing Fine Now »). Ce succès leur ouvre les portes pour de nombreux concerts, en première partie des Jackson 5 sur la partie américaine de leur première tournée mondiale en 1973. Le groupe est dissout après leur second album faute de succès, mais Nile et Bernard unissent leurs forces avec le batteur Tony Thompson, pour créer le groupe de rock funk The Boys, qui tourne sur la côte Est. Malgré l’intérêt des maisons de disques pour leurs démos, personne n’ose leur proposer de contrat, considérant que les artistes de rock noir seraient trop difficiles à promouvoir. Le groupe continue à se produire dans des bars locaux.

#### Formation de Chic
Sous le nom de Big Apple Band, Rodgers et Edwards travaillent avec Ashford & Simpson, Luther Vandross et bien d'autres. Comme un autre artiste de New York, Walter Murphy, a créé un groupe du même nom, Rodgers et Edwards sont contraints de changer le nom de leur groupe pour éviter toute confusion. En 1977, le groupe est rebaptisé Chic. Rodgers a déclaré qu'une source d'inspiration majeure était un concert de Roxy Music à Londres.
Pour le nouvel an de 1977, Rodgers et Edwards sont refoulés à l'entrée de la mythique discothèque Studio 54 où ils viennent assister à une prestation de Grace Jones. Ils rentrent alors chez eux, frustrés et en colère, et composent le morceau « Fuck Off! Fuck Studio 54 ! » bientôt transformé en « Freak Out ! le Freak, c'est chic ! »,. Le titre publié en 1978 devient un immense succès et lance la carrière internationale de Chic. « Et voilà une leçon zen : nous n'avions pas eu ce que nous désirions ardemment sur le moment, ce qui nous a finalement permis d'obtenir plus que ce que nous n'avions jamais imaginé » a raconté Nile Rodgers. Rodgers et Edwards deviennent des musiciens, compositeurs et producteurs incontournables de la scène funk.
Entre les concerts, ils enregistrent leur premier album avec Luther Vandross, qui a fourni des chœurs sur les premiers enregistrements du groupe. Le groupe produit de nombreux succès et contribue à propulser le genre disco vers de nouveaux niveaux de popularité. Les chansons de Chic Le Freak, I Want Your Love, Everybody Dance, Dance, Dance, Dance (Yowsah, Yowsah, Yowsah), My Forbidden Lover et Good Times deviennent des standards club / pop / R&B. Le Freak est triple disque de platine chez Atlantic Records et Good Times est no 1 en 1979.
Le succès des premiers singles de Chic a mené Atlantic Records à offrir à Nile Rodgers et Edwards la possibilité de produire des groupes de leur label. Ils choisissent Sister Sledge, dont l'album 1978 We Are Family, a culminé en 3e position et est resté dans les classements de vente en 1979. Les deux premiers singles, He's the Greatest Dancer et la coupe de titre We Are Family à la fois atteint le numéro 1 sur les classements R&B, et no 6 et no 2, respectivement sur les classements pop. He's the Greatest Dancer a été samplée en 1998 par Will Smith sur Gettin' Jiggy wit It.
La boîte qui leur inspira leur premier succès leur ouvrira grand les portes et Nile Rodgers est connu comme l'une des mémoires de ce lieu devenu culte à sa fermeture.
La renommée de Chic devenant de plus en plus grande, Nile Rodgers et Bernard Edwards ont commencé la production de disques avec de nombreux artistes, ensemble ou individuellement. Entre autres, le duo permet à Sheila de rencontrer un succès immense avec le titre Spacer.

### Années 1980
En 1980, Rodgers et Edwards écrivent et produisent l'album diana de Diana Ross, ce qui donne les succès Upside Down, I'm Coming Out, et My Old Piano (en). La chanson de Chic Good Times a joué un rôle central dans l'explosion du hip-hop, la ligne de basse et la section cordes de l’enregistrement est utilisé sur Rapper's Delight, de The Sugarhill Gang, le premier grand succès hip-hop. John Deacon s'inspire de la ligne de basse de Bernard Edwards pour composer Another One Bites the Dust, un des plus grands succès musicaux de Queen en single. Chic produit pour Sheila le titre Spacer et son album King of the World. Chic produit également l’album solo KooKoo de Deborah Harry en 1981.
Puis survient le mouvement « Disco Sucks » lancé par un DJ influent de Chicago. Le mouvement prend de l'ampleur, et les manifestations anti-disco se multiplient aux États-Unis, à l'image de la Disco Demolition Night. Le mouvement « Disco Sucks » marque un tournant dans la carrière du guitariste : « nos disques n'ont plus jamais marché. Atlantic nous a rendu notre contrat. Nous étions démoralisés. Le nom de Chic ne signifiait plus rien. »
Chic se sépare en 1983 après son dernier album chez Atlantic Records, Believer et la bande sonore du film Soup for One. À cette époque, Nile Rodgers commence une carrière solo en produisant son premier album Adventures in the Land of the Good Groove (en). 
Son nom trop associé au disco, Rodgers a besoin de se détacher de cette étiquette. Il se lance dans la production et produit alors une série de six albums sans succès. Nile Rodgers et son ami Bernard Edwards sont bourrés de talent et d'idées, mais le succès n'est plus là. Pourtant, avec l'arrivée du sampling, leur talent s'étale dans de nombreux morceaux, comme le Rapper's Delight du groupe The Sugarhill Gang. Nile Rodgers reconnaît les instrumentations de Good Times et, fou de rage, les attaque en justice. Ce procès, qui marquera la jurisprudence sur la propriété musicale, assura une rente à leurs auteurs. Nile Rodgers n’est pourtant pas rancunier : il reversera une partie de ses droits au groupe The Sugarhill Gang, qui avait été payé une misère lors de l’enregistrement.
Sa rencontre dans un club avec David Bowie, qui se trouve alors comme lui dans une période creuse, l’entraîne dans un nouveau projet. David Bowie cherche à produire un album plus commercial et faire un tube. Le projet est risqué pour les deux mais le résultat ira au-delà de leurs espérances respectives : Let's Dance sera l’album le plus vendu de David Bowie avec des titres comme China Girl, Modern Love et la chanson-titre, Let's Dance. Nile Rodgers dira : « Cette collaboration a changé ma vie. J'avais connu six échecs d'affilée avant de faire Let's Dance ».
Il produit ensuite le single Original Sin par INXS, un groupe australien peu connu alors sur la scène internationale, puis travaille avec Duran Duran après avoir remixé leur single le plus vendu : The Reflex en 1984, suivi par The Wild Boys sur leur album live Arena de 1984. Nile Rodgers devient ainsi ce qu'on peut appeler « un créateur de succès ».
Cette même année, il réalise l’album Like a Virgin de Madonna, qui contient les deux succès que sont Material Girl et Like a Virgin. Il rejoint également Robert Plant et The Honeydrippers, sur l'album The Honeydrippers: Volume One. Durant cette période, Nile Rodgers produit de nombreux titres pour des bandes son de films : Alphabet City (en), Gremlins (Out Out - Peter Gabriel) Against All Odds (Walk Through the Fire (en) - Peter Gabriel), That's Dancing! (en) (Invitation to Dance - Kim Carnes), White Nights (nombreuses chansons) et The Fly (Help Me - Bryan Ferry).
En 1985, Rodgers produit des albums pour Sheena Easton, Jeff Beck, Thompson Twins, Mick Jagger et beaucoup d'autres, tout en trouvant le temps de jouer au Live Aid avec Thompson Twins. Il reçoit le titre de meilleur producteur mondial dans Billboard.
En 1986, il produit l’album Notorious de Duran Duran. Pendant un concert, Simon Le Bon présente Nile Rodgers en disant : « Eh bien, ce groupe a traversé une période difficile et s’en est sorti grâce à Nile. » Rodgers a contribué à de nombreux autres projets et apparitions avec les membres du groupe dans les années 1980. Il produit également des albums pour Grace Jones, Earth, Wind and Fire et leur chanteur Phillip Bailey, Al Jarreau, et collabore également avec Steve Winwood sur son morceau Higher Love, ainsi qu'avec Cyndi Lauper, Howard Jones et David Sanborn. Il a travaillé ensuite avec Peter Gabriel sur un autre projet de groupe, et Laurie Anderson sur Home of the Brave (en).
Nile Rodgers forme un groupe expérimental de courte durée Outloud en 1987, avec la guitariste, compositrice et chanteuse Felicia Collins (en), et le musicien, producteur, compositeur et claviériste français, Philippe Saisse ; ils sortent un seul album, Outloud, sur Warner Brothers.
En 1987, il joue sur l'album Nougayork de Claude Nougaro, opus qui concourt à relancer la carrière du chanteur français.
En 1988, Rodgers compose sa première bande originale complète pour le film Un prince à New York (le troisième plus gros succès cinématographique de l'année aux États-Unis), interprété par Eddie Murphy. Rodgers poursuit avec des bandes sonores pour White Hot, et Earth Girls Are Easy (en) en partenariat avec les B-52's. En 1989, il coproduit leur album Cosmic Thing, contenant les singles Love Shack, Roam, (Shake That) Cosmic Thing (en) et Deadbeat Club (en). Cette année il produit également Workin' Overtime (en), titre qui marque le retour à la Motown de Diana Ross. Cette décennie voit l’apogée de la carrière de Nile Rodgers.

### Années 1990: décès de Bernard Edwards

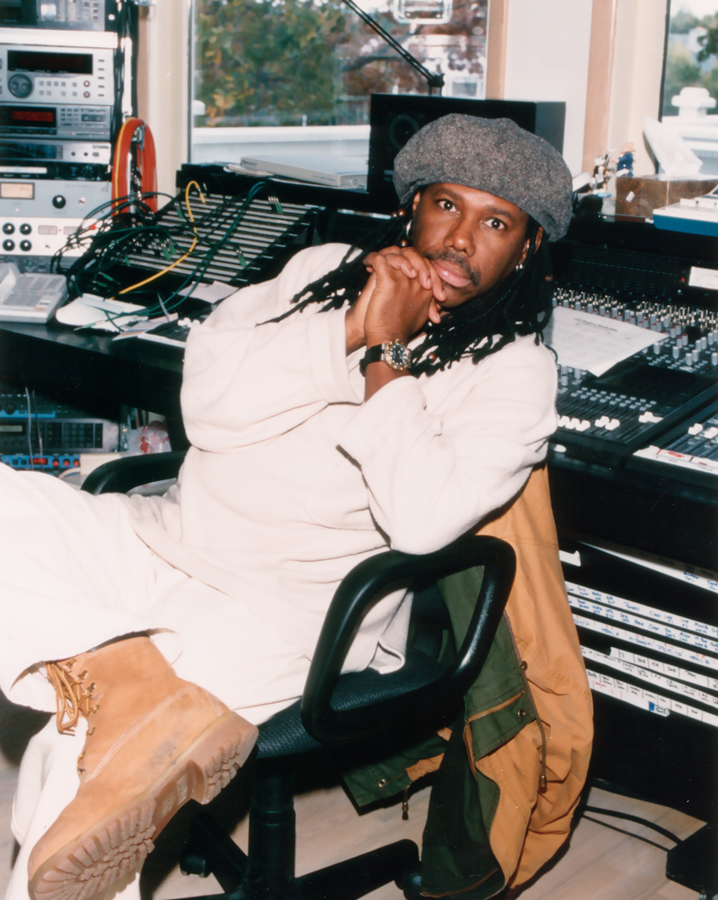
Nile Rodgers à ses studios Le Berceau, 1999.

En 1990, Rodgers produit l’album Family Style des Vaughan Brothers, sorti peu de temps après la mort prématurée du virtuose de la guitare Stevie Ray Vaughan. Au début de cette décennie, il a également produit des projets pour David Bowie, Eric Clapton, The B-52's, David Lee Roth, Ric Ocasek, le Dan Reed Network, Cathy Dennis, Patty Griffin, Jimmie Vaughan, The Stray Cats et beaucoup d'autres artistes. Il travaille sur les bandes son des films Thelma et Louise, Cool World, et The Beavis & Butt-head Expérience. Après une fête d'anniversaire en 1990 où Rodgers et Bernard Edwards jouent de vieux succès, ils décident de reformer une nouvelle version de Chic. Ils enregistrent Chic-ism publié en 1992, qui connaît rapidement un succès dans le monde entier, où l'on trouve le single Chic Mystic qui a eu un certain succès en France. En parallèle, il produit pour David Bowie son "album de mariage" Black Tie White Noise sorti en 1993.
En 1995, il joue sur le morceau Money de Michael Jackson présent sur l'album HIStory.
En 1996, Rodgers est honoré comme le « super producteur » de l'année au Japon. Une série de concerts est organisée en avril au Budokan de Tokyo avec Bernard Edwards, Sister Sledge, Steve Winwood, Simon Le Bon et Slash, pour une rétrospective de sa carrière. Le 18 avril, au lendemain du 3e concert où Chic interprète son répertoire et qui sera filmé et enregistré (CD et DVD Chic Live at the Budokan), Nile Rodgers retrouve son partenaire musical de longue date et ami proche Bernard Edwards mort dans sa chambre d'hôtel, foudroyé par une pneumonie à 43 ans. Un drame qu'il prend très durement. Un an plus tard, Rodgers retourne au Japon pour rendre hommage à son ancien partenaire.
Il recommence à jouer en concerts, puis compose et produit des bandes sonores de films : Le Flic de Beverly Hills 3, Blue Chips, The Flintstones et Feeling Minnesota (en collaboration avec Bob Dylan) pour n'en citer que quelques-uns.
En 1998, Rodgers fonde le label Sumthing Else Music Works et Sumthing Distribution (en). Sumthing se concentre sur la distribution d'un nouveau genre en pleine expansion : les musiques de jeux vidéo.

### Années 2000
Nile Rodgers produit de nombreux projets de pistes sonores de films et de jeux vidéo. Parmi eux : Rush Hour 2, Neige Dogs et Semi-pro mettant en vedette Will Ferrell, qui a coécrit la chanson-titre Love Me Sexy avec Rodgers. En 2002-2003, il a coproduit Astronaut, avec les cinq membres originaux de Duran Duran.

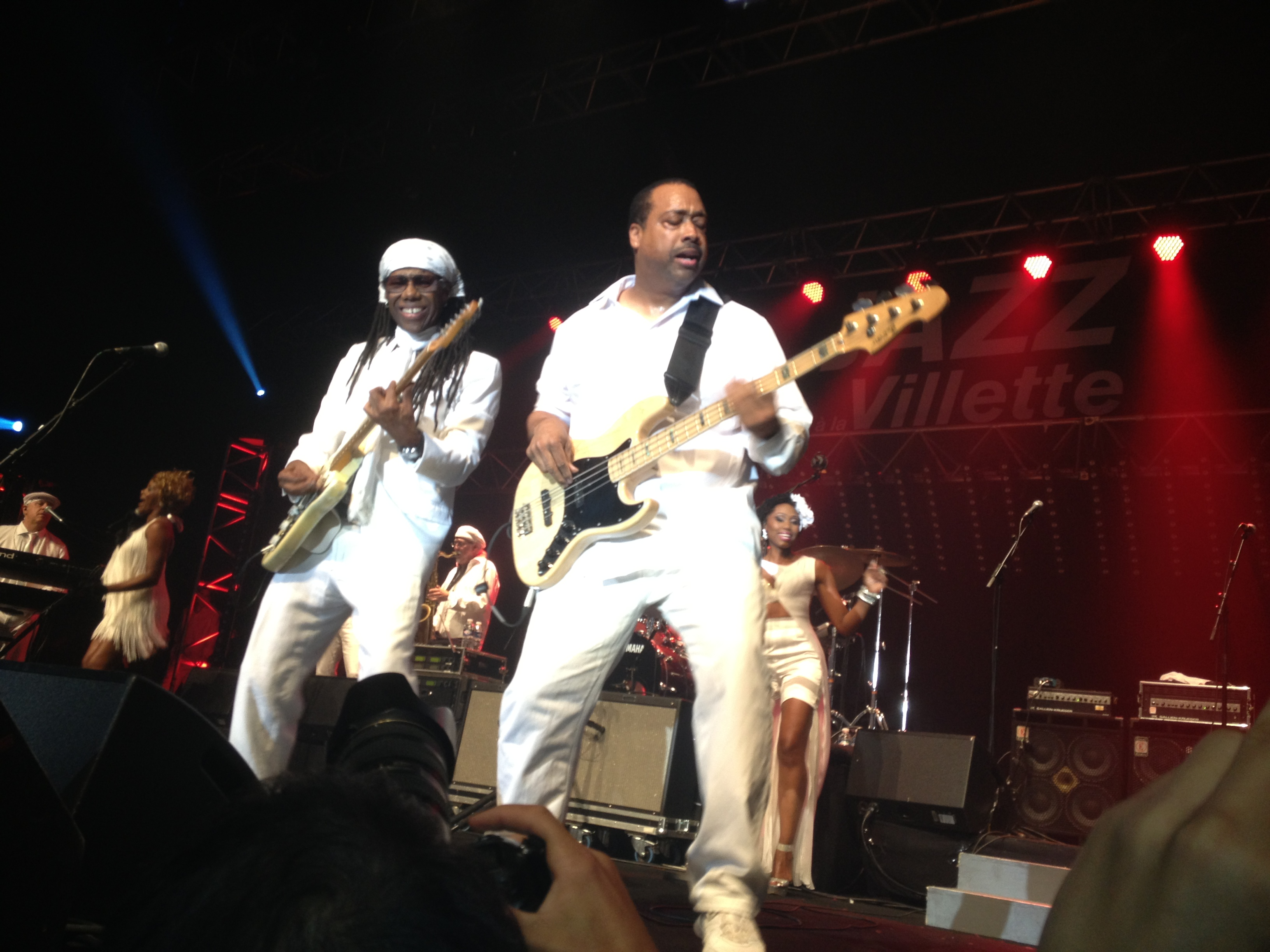
Nile Rodgers et le bassiste Jerry Barnes lors d'un concert de Chic à Paris le 10 septembre 2013.

Toujours en 2002, Nile Rodgers est apparu sur Water No Get Enemy aux côtés d’artistes hip-hop et R&B d'influence, D'Angelo, Macy Gray, The Soultronics, et le Zombie (Part Two) avec le célèbre trompettiste de jazz, Roy Hargrove. Tous les profits ont été donnés à des organisations caritatives travaillant vers une plus grande sensibilisation au SIDA.
Les attentats du 11-Septembre ont incité Nile Rodgers à créer la Fondation We Are Family (en) (WAFFy) pour aider à promouvoir le processus de guérison. Pour commencer, il a organisé un réenregistrement de la chanson qu'il a écrit avec Edwards pour Sister Sledge appelées We Are Family avec plus de 200 musiciens, des célébrités et des personnalités. Le réalisateur Spike Lee a filmé le clip We Are Family et le réalisateur Danny Schechter a filmé un documentaire montrant les sessions d'enregistrement appelé The Making and Meaning de We Are Family. Le film a été choisi dans la « sélection spéciale » du Sundance Film Festival en 2002. Rodgers a ensuite produit un autre clip[précision nécessaire] We Are Family.
Rodgers a reçu un hommage pour l'ensemble de sa carrière auprès de la National Academy of Recording Arts and Sciences (NARAS). Le 19 septembre 2005, il a été honoré au Dance Music Hall of Fame à New York quand il a été intronisé pour ses nombreuses réalisations exceptionnelles en tant que producteur, avec son ancien collègue Bernard Edwards.
Chic a été nommé pour le Rock & Roll Hall of Fame quatre fois - 2003, 2006, 2007 et 2008. Nile Rodgers a été codirecteur musical du concert hommage à Ahmet Ertegun durant le Montreux Jazz Festival à l'été 2006. Le concert comprenait des performances par Chic, Robert Plant, Steve Winwood, Stevie Nicks, Kid Rock, Ben E. King, Chaka Khan, George Duke (codirecteur de la musique), Paolo Nutini et beaucoup d'autres artistes qui ont été signés à Atlantic Records. Un documentaire de PBS, Atlantic Records: The House That Ahmet Built, utilise des images de ce spectacle, car il était l'un des derniers moments où Ertegun fut filmé.

### Années 2010

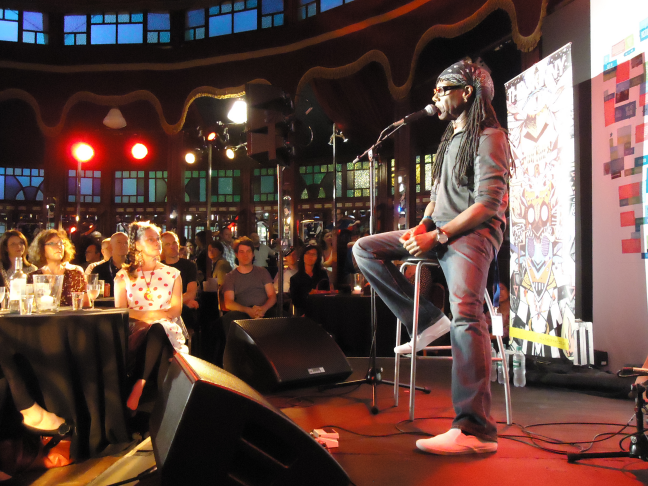
Nile Rodgers au Festival international du livre d'Édimbourg en 2012.

Nile Rodgers reste actif dans la musique avec Chic par les tournées et la production de concerts. Au cours des dernières années, il continue à collaborer avec un large éventail de musiciens.
En octobre 2011, Nile Rodgers travaille avec le chanteur Adam Lambert à New York sur une chanson intitulée Shady pour le deuxième album de Lambert, Trespassing. Il publie la même année une autobiographie, intitulée Le Freak, an upside down story of family, disco and destiny en 2011. Elle est traduite en français en 2013 sous le titre C'est Chic.
En février 2012, Nile Rodgers annonce qu'il travaille en collaboration avec Daft Punk sur leur prochain album, ainsi que l'enregistrement de plusieurs pistes avec Avicii, et mentionné le travail avec Chase & Status et Felix da Housecat.
En 2013, Nile Rodgers participe en qualité de guitariste à trois titres de l'album Random Access Memories des Daft Punk et particulièrement au tube Get Lucky. « Au départ, les Daft Punk me voulaient sur un seul morceau. » Spotify a annoncé qu'elle était devenue la chanson la plus écoutée au Royaume-Uni et aux États-Unis sur une période de 24 heures, en cinq ans d'histoire. Get Lucky est no 1 au Royaume-Uni le 28 avril 2013. Nile Rodgers apparaît également dans le clip qui l'accompagne. Les projets et collaborations se multiplient : Étienne Daho, David Guetta, une comédie musicale, un album solo… Par ailleurs, cette même année 2013 et les suivantes, il tourne dans le monde entier avec son groupe (Nile Rodgers & Chic) interprétant les plus grands succès qu'il a composés avec Bernard Edwards ainsi que plusieurs autres qu'il a produit pour d'autres artistes.
Nile Rodgers devient en 2018 Chief Creative Advisor (conseiller créatif en chef) des Studios Abbey Road à Londres.
« Nile Rodgers n'a pas inventé la disco, il l'a porté au sommet ».

### Santé
En janvier 2011, Nile Rodgers a révélé sur son site internet qu'il souffrait d'un cancer, qui a été diagnostiqué en octobre 2010. En conséquence, il a lancé un « blog du cancer », en précisant son statut et les projets à venir. Le 31 juillet 2013, il déclare être totalement guéri de son cancer.

## Discographie

### Avec Chic
- Chic (1977)
- C'est Chic (1978)
- Risqué (1979)
- Real People (1980)
- Take It Off (1981)
- Soup for One (soundtrack, Chic/various artists) (1982)
- Tongue in Chic (1982)
- Believer (1983)
- Chic-ism (1992)
- It's About Time (2018[12])

Solo
- Adventures in the Land of the Good Groove (1983)
- B-Movie Matinee (1985)
- Chic Freak and More Treats (1996)

Outloud
- Outloud (1987)

Soundtracks
- Soup for One (1982)
- Alphabet City (1984)
- Coming to America (1988)
- Earth Girls Are Easy (1988)
- White Hot (1989)
- Beverly Hills Cop III (1994)
- Blue Chips (1994)
- Curdled (1996)
- Public Enemy (1999)
- Rise of Nations (2003) Game
- Halo 2 Soundtrack (2004) Game
- Conker: Live & Reloaded (2005) Game [13]
- Perfect Dark Zero (2005) Game
- Halo 3 Soundtrack (2007) Game

Live albums
- Live at the Budokan (1999)
- Up All Night (Chic, various artists) (2013)

Modèle:Colend

### En solo
- Adventures in the Land of the Good Groove (en) (1983)
- B-Movie Matinee (1985)
- Outloud (1987)
- Chic Freak and More Treats (en) (1996)
- Participation dans le projet Random Access Memories du groupe français Daft Punk (2013)
- Participation dans le projet de l'album True d'Avicii (2013)
- It's About Time (2018)

### En tant que producteur (sélection)
- We Are Family, Sister Sledge (1979)
- King of the World, Sheila and B.Devotion (1980)
- I'm Coming Out, Diana Ross (1980)
- KooKoo , Deborah Harry (1981)
- Let's Dance, David Bowie (1983)
- Original Sin, INXS (1984)
- Like a Virgin, Madonna (1984)
- The Reflex, The Wild Boys, Duran Duran (1984)
- Out Out, Peter Gabriel (1984) - Single tiré de la B. O. du film Gremlins
- She's the Boss, Mick Jagger (1985)
- Notorious, Duran Duran (1986)
- Inside Story, Grace Jones (1986)
- L Is For Lover, Al Jarreau (1986)
- Help Me, Bryan Ferry (1986)
- Moonlighting Theme, Al Jarreau (1987)
- Route 66 [Nile Rodgers mix], Depeche Mode (1987)
- Cosmic Thing, The B-52's (1989)
- Slam, Dan Reed Network (1989)
- Decade: Greatest Hits, Duran Duran (1989)
- So Happy, Eddie Murphy (1989)
- Workin' Overtime, Diana Ross (1989)
- Family Style, Vaughan Brothers (1990)
- Real Cool World (en), David Bowie (1992)
- Good Stuff, The B-52's (1992)
- Black Tie White Noise, David Bowie (1993)
- Dellali, Cheb Mami (2001)
- We Are Family, Nile Rodgers All Stars (We Are Family Foundation) (2001)
- Astronaut, Duran Duran (2004)
- Get Lucky ft. Pharrell Williams et Nile Rodgers, Random Access Memories Daft Punk (2013)
- Give Life Back to Music, Random Access Memories, Daft Punk (2013)
- Lose Yourself to Dance Random Access Memories, Daft Punk (2013)
- Lay Me Down, Avicii avec Adam Lambert et Nile Rodgers True, (2013)
- What is Right, Chase & Status avec Abigail Wyles et Nile Rodgers (2013)
- Les Chansons de l'innocence retrouvée, Étienne Daho (2013)
- Mandou Bem, Jota Quest avec Nile Rodgers (2013)
- Together, Disclosure, Sam Smith, Jimmy Napes et Nile Rodgers (2013)
- Love Sublime, Tensnake avec Nile Rodgers et Fiora (2013)
- Do What You Wanna Do, Nile Rodgers (2014)
- Paper Gods, Duran Duran (2015)
- Unforgiven,  Le Sserafim (2023)
- lock / unlock, J-hope (2024)

### Musiques de films
- Soup for One (1982)
- Alphabet City (1984)
- Coming to America (1988)
- Objectif Terrienne (1989)
- White Hot (1989)
- Le Flic de Beverly Hills 3 (1994)
- Blue Chips (1994)
- Public Enemy (1999)
- Rise of Nations (2003)
- Halo 2 Soundtrack (2004)
- Perfect Dark Zero (2005)
- Halo 3 Soundtrack (2007)
- Opus (2025) - également producteur délégué du film